# Michael Miner
Pour les articles homonymes, voir Miner.
Michael Miner est un scénariste et réalisateur américain. Il est principalement célèbre pour ses scénarios écrits en collaboration avec Edward Neumeier, avec comme point d'orgue l'écriture du scénario de RoboCop' et la création des personnages de cet univers de fiction.

## Filmographie

### Cinéma
Scénariste
- 1987 : RoboCop
- 1989 : Deadly Weapon
- 1990 : RoboCop 2 (d'après ses personnages)
- 1993 : RoboCop 3 (d'après ses personnages)
- 1996 : Le Cobaye 2
- 2004 : Anacondas : À la poursuite de l'orchidée de sang
- 2014 : RoboCop (d'après ses personnages)

Réalisateur
- 1989 : Deadly Weapon
- 1999 : The Book of Stars (en)

Photographie
- 1984 : Scarred (en)

### Télévision
Scénariste
- 1988 : RoboCop
- 1994 : RoboCop (personnages et 2 épisodes)
- 1998-1999 : RoboCop : Alpha Commando
- 2001 : RoboCop 2001

Consultant
- 1994 : RoboCop (2 épisodes)

## Distinctions
Récompenses
- Saturn Award :
  - Saturn Award du meilleur scénario 1988 (RoboCop)
- Ojai Film Festival :
  - Meilleur film 2004 (The Book of Stars (en))
- Stony Brook Film Festival :
  - Meilleur film 2001 (The Book of Stars (en))

Nominations
- Prix Edgar-Allan-Poe :
  - Meilleur film 1988 (RoboCop)
- Prix Hugo :
  - Meilleur film 1988 (RoboCop)